# Autodesk
Autodesk, Inc. [ˈɒːtəʊˌdɛsk] ist ein US-amerikanisches Software-Unternehmen, das Produkte für digitale 2D- und 3D-Konstruktion und -Entwicklung herstellt.

## Produkte
Autodesk stellt Software für computer-aided design (CAD) und Computeranimation in den Bereichen Architektur, Gebäudetechnik und Hoch- und Tiefbau, Automotive und Transportwesen, Mechanik und Maschinenbau, Medien und Unterhaltung sowie Versorgung und Telekommunikation her. Seit September 2015 bietet Autodesk auch erstmals CAD-Software für den medizinischen Bereich an. Die Autodesk-Technologie wird zur Erstellung digitaler Modelle und Abläufe für die Visualisierung, Simulation und Analyse verwandt. So können Ideen und Konzepte unter pseudo-realistischen Bedingungen getestet und anschließend optimiert werden, bevor sie gefertigt werden.
Mit Fusion 360 bietet Autodesk eine Cloud-basierte CAD/CAM/CAE-Lösung an.

## Geschichte
Autodesk wurde am 26. April 1982 von John Walker (1949–2024) in Sausalito, Kalifornien gegründet und ist in der amerikanischen Börse NASDAQ notiert. Anfang der 1980er Jahre waren Grafikprogramme nur auf leistungsfähigen, aber teuren UNIX-Workstations verfügbar. Autodesk unterstützte von Anfang an den damals mit nur 4,77 MHz noch schwachen IBM-PC. Es wurden zwar auch UNIX-Derivate unterstützt, aber der Hauptfokus wurde auf den PC mit DOS als Betriebssystem gelegt. Dafür wurde Autodesk in der CAD-Branche in den ersten Jahren belächelt. 1986 gab John Walker den Vorsitz an Al Green ab, blieb aber noch im Aufsichtsrat. Die erste europäische Niederlassung und Softwareentwicklung wurde im Schweizer Kanton Neuenburg im Mai 1991 gegründet. Ebenfalls 1991 wurde in Deutschland die Autodesk GmbH in München gegründet. Sie dient als Vermittlerin der Produkte in Deutschland; verkauft werden die Autodesk-Produkte von der in Irland sitzenden ADSK Ireland Ltd.
Am 14. April 1992 wurde Carol Bartz als Vorstandsvorsitzende berufen. Unter ihrer Leitung wurde konsequent die Portierung und Fokussierung auf Windows vorangetrieben und Autodesk entwickelte sich zum größten CAD-Softwarehersteller der Welt. 1994 verließ John Walker mit einem Aktienpaket im Wert von 45 Mio. USD das Unternehmen.

### Portfolio-Erweiterung durch Akquisitionen
Die bekanntesten Produkte von Autodesk sind die CAD-Anwendung AutoCAD, mit vielen Funktionen wie Mechanical, Electrical und Architecture sowie die BIM-Software Revit für Architektur, Tragwerksplanung und Gebäudetechnik bis hin zum Geoinformationssystem Map3D/Topobase und dem parametrischen 3D-Konstruktionssystem Autodesk Inventor. Das Software-Portfolio wurde und wird aber ständig durch zahlreiche Akquisitionen erweitert und durch Einstellung der Unterstützung bzw. des Vertriebs einzelner Produkte konsolidiert.
Am 16. Oktober 1992 wurde mit der Übernahme von Micro Engineering Solutions (MES) in Michigan, USA, der Einstieg in die NURBS-Flächenmodellierung gemacht. Die Weiterentwicklung der ebenfalls mit MES erworbenen CAM-Technologie wurde eingestellt. Mit der Übernahme einer Maschinenbauapplikation für Autocad der GENIUS Software GmbH im bayerischen Amberg (nicht der Firma GENIUS) wurde der Bereich Maschinenbau ausgebaut. Autodesk hat Unternehmen wie Discreet (professionelle Video-/Filmbearbeitungssoftware) in Montreal, Kanada, und Alias (3D-Software) in Toronto, Kanada, übernommen und vertreibt seitdem deren Software, unter anderem 3ds Max, Combustion und Maya im Bereich Modelling, Animation und Film als Autodesk-Produkte. Weitere Akquisitionen sind NavisWorks (Sheffield, UK) zur optimierten Erstellung von digitalen Prototypen im Hoch-, Tief- und Anlagenbau, 3D Geo GmbH (Potsdam, Deutschland) für die Erstellung von 3D-Stadtmodell-Lösungen und Moldflow (Framingham, USA) für die Simulation von Kunststoff-Spritzguss-Vorgängen im Digital Prototyping.

### Akquisitionen im deutschsprachigen Raum
Die Übernahme von Software und Entwicklungsteam der Genius CAD-Software GmbH aus Amberg fand 1998 statt.
Im Jahr 2005 wurde angekündigt, dass das Schweizer Unternehmen C-Plan AG mit Sitz in Muri bei Bern von Autodesk übernommen werde. Die Firma entwickelte eine GIS-Erweiterung zu AutoCAD namens Topobase, 1998 erfolgte die Erstinstallation der Software. Mit der Übernahme der Firma durch Autodesk am 22. August 2006 wurde die Erweiterung nach und nach Teil von AutoCAD Map 3D.
Die oben erwähnte Akquisition der Potsdamer 3D Geo GmbH erfolgte 2008.
2012 übernahm Autodesk die PI-VR GmbH, um deren Produktreihe VRED zu ihrer Visualisierungslösung im Automobilbereich zu machen.
Im Jahr 2017 übernahm Autodesk die deutsche Firma CadSoft, Anbieter der Leiterplatten-Layout-Software EAGLE, die vorher Tochtergesellschaft von Premier Farnell war.

## Kritik
Autodesk wurde 2006 von einem US-Bürger verklagt, der gebrauchte, aber legal erworbene Produkte zum Verkauf anbieten wollte. Dies wurde über den Digital Millennium Copyright Act mit Hinweis auf eine entsprechende EULA unterbunden. Grundsätzlich sind solche Einschränkungen des Wiederverkaufs in den USA nicht zulässig (First-sale doctrine). Am 10. September 2010 entschied das Gericht zugunsten von Autodesk. Diese Einschränkungen gelten jedoch nicht für im Gebiet der Europäischen Union in Verkehr gebrachte Lizenzen, was spätestens durch das Urteil des Europäischen Gerichtshofs aus dem Jahr 2012 über die Zulässigkeit der Vermarktung gebrauchter Lizenzen für Computerprogramme unstrittig ist.
Im Juli 2020 wurde von mehreren führenden AEC-Unternehmen ein offener Brief an den CEO von Autodesk veröffentlicht, in dem der Unmut über die Produktpolitik und die Kosten von Autodesk-Produkten angeprangert wurde.
Mit einer Lizenzänderung für die kostenlose, private Nutzung von Fusion 360 wäre zum 1. Oktober 2020 die Möglichkeit entfallen, in Fusion 360 erstellte CAD-Modelle in interoperablen STEP-Dateien zu exportieren. Die Entscheidung stieß bei Teilen der Maker- und FabLab-Communities auf Unverständnis. Autodesk entschied sich daraufhin, den Export in das STEP-Format auch weiterhin in der kostenlosen Version von Fusion 360 zu ermöglichen.
Ende August 2022 kündigte Autodesk an, ab September Simulationen in Fusion 360 nur noch remote auf den Autodesk-Cloudsystemen anzubieten und die Möglichkeit diese lokal auszuführen abzuschalten. Betroffen sind alle Fusion 360-Lizenzen; außer (vorerst) bei statischen Belastungssimulationen  fallen dabei zusätzliche Kosten pro Berechnung an.